# Správa národních parků
Správa národních parků (v originále National Park Service, zkratka NPS) je úřad spadající pod kontrolu Federální vlády Spojených států, jehož úkolem je správa amerických národních parků, národních památníků, chráněných území a různých historických památek. NPS vznikl 25. srpna 1916 na základě nařízení National Park Service Organic Act vydaného Kongresem Spojených států.
NPS je přímo podřízen Ministerstvu vnitra USA, jehož hlavou je ministr vnitra. Ten je nominován prezidentem a posléze musí být ještě potvrzen americkým senátem. Většina přímé administrativy je vykonávána náměstkem ředitele NPS (anglicky: Secretary to the National Park Service Director), který musí být taktéž schválen senátem.
Sídlo Správy národních parků se nachází ve Washingtonu, D.C. a jeho ředitelem je v současnosti Jonathan Jarvis. NPS má celkem 12 363 zaměstnanců, starajících se o 419 položek, z nichž 62 tvoří americké národní parky.